# Farrea fistulata
Farrea fistulata är en svampdjursart som beskrevs av James Scott Bowerbank 1875. Farrea fistulata ingår i släktet Farrea och familjen Farreidae. Inga underarter finns listade i Catalogue of Life.